# روزهای آفتاب‌پرست
روزهای آفتاب‌پرست (به انگلیسی: Chameleon Days) چهارمین آلبوم استودیویی یانی است که توسط شرکت پرایوت میوزیک در اوت ۱۹۸۸ منتشر شده‌‌است. جان تش و جیوانا جویس ایمبسی نوازندگان کیبورد و چارلی آدامز نوازنده درامز بوده‌اند.
این آلبوم از نگاه مجله بیلبورد در آلبوم‌های موسیقی عصر نو در رتبه دوم قرار گرفت.

## نوازندگان
- جیوانا جویس ایمبسی (درام)
- جان تش (ساز کلیدی)
- برادلی جوزف (ساز کلیدی)